# Leo Frobenius
Leo Frobenius (Berlim, 29 de junho de 1873 – Biganzolo, 9 de agosto de 1938) foi um etnólogo alemão.

## Vida
Filho do oficial prussiano Hermann Frobenius, irmão do pintor Hermann Frobenius e neto do diretor do Jardim Zoológico de Berlim Heinrich Bodinus, teve uma infância instável, deixou o ensino médio sem o Abitur e fez um aprendizado como comerciante.

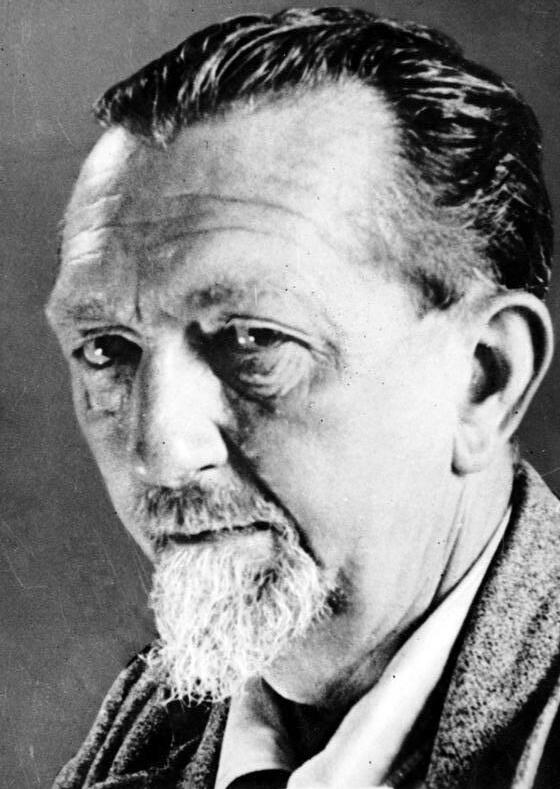
Leo Frobenius, 1938

Como autodidata voltou-se para a etnologia desde tenra idade, foi temporariamente voluntário em vários museus e fundou seu "Afrika-Archiv" em Munique em 1898, que mais tarde renomeou em Institut für Kulturmorphologie. Em 1905 fundou a Deutsche Inner-Afrikanische Forschungsexpedition, D.I.A.F.E., com a qual realizou até 1935 doze grandes expedições de pesquisa para a África, em particular para o Togo, Tunísia, Zâmbia, assim como ao Sudão, Congo e Etiópia.
No início da Primeira Guerra Mundial Frobenius liderou uma missão secreta para neutralizar a Abissínia, e de lá organizar uma revolta no Sudão Anglo-Egípcio. No entanto, as autoridades italianas de Maçuá (Eritreia Italiana) proibiram a continuação da viagem, e Frobenius retornou à Europa. Anteriormente, organizou a distribuição de alimentos de navios alemães internados para os necessitados na Península Arábica.
Em 1925 a cidade de Frankfurt am Main adquiriu as extensas coleções de seu Instituto de Morfologia Cultural, com as quais se mudou para Frankfurt (hoje: Instituto Frobenius). Em 1932 foi nomeado professor honorário da Universidade de Frankfurt e, em 1934, diretor do Museum der Weltkulturen. Também foi membro da Berliner Gesellschaft für Anthropologie, Ethnologie und Urgeschichte.

## Trabalho
Com seu ensaio Ursprung der afrikanischen Kultur, publicado em 1898, fundou a Kulturkreislehre, que mais tarde foi expandida por Bernhard Ankermann e Fritz Graebner, mas da qual ele se afastou, pois parecia muito mecanicista para ele. Frobenius publicou diversas obras, incluindo uma extensa coleção de contos folclóricos africanos. Além de outros apoiadores, ele também conseguiu conquistar a jornalista Else Frobenius, mulher de seu irmão Hermann, para a divulgação de seus resultados de pesquisa. Especial interesse despertaram-lhe as artes rupestres do Deserto do Saara, descritas a primeira vez por Heinrich Barth, que ele no sentido de descobridor considerava uma fonte importante para a reconstrução da história africana.
Frobenius trabalhou intensamente na hipótese da Atlântida. Entre 1921 e 1928 publicou uma série de doze volumes com contos e histórias folclóricas do norte e oeste da África sob o título Atlantis. O clímax foi a apresentação de sua teoria da Atlântida no volume 10 com o título Die Atlantische Götterlehre (A doutrina dos deuses da Atlântida). Em 1931, com sua obra Erythräa. Länder und Zeiten des heiligen Königsmordes, participou das discussões sobre as Ruínas de Zimbabwe e, ao contrário de Gertrude Caton-Thompson, considerou que estas eram culturas muito antigas.
Ao mesmo tempo, desenvolveu o básico de sua "Kulturmorphologie", que percebia as culturas individuais como organismos, influenciado por Oswald Spengler. O ponto central de sua teoria é o termo "Paideuma", a "alma cultural", que também usou em 1938 como o título da revista por ele fundada. A soma de seu conhecimento e pesquisa, bem como suas teorias intelectuais e histórico-culturais, pode ser encontrada na Kulturgeschichte Afrikas, publicada em 1933.

## Repercussão
Através de suas pesquisas sobre a história africana ele ainda é lembrado em muitos países africanos. Em particular, ele influenciou os fundadores da Negritude Léopold Sédar Senghor, que certa vez escreveu que ele "havia dado à África sua dignidade e sua identidade", bem como Aimé Césaire, para cuja obra poética e ensaística ele também foi fundamental. Frobenius via a cultura africana como equivalente à europeia, o que era incomum para um estudioso de sua época.
Ele também tinha uma extensa coleção de aproximadamente 4 700 cópias de arte rupestre africana pré-histórica, que agora está no Instituto Frobenius em Frankfurt. Também Erika Trautmann-Nehring (1897-1968) copiou a Arte Rupestre do Vale Camonica em suas publicações.
Frobenius e seu aluno Adolf Ellegard Jensen formaram vários etnólogos alemães. Dentre os alunos de Frobenius constam Hans Rhotert (diretor do Museu Linden em Stuttgart de 1957 a 1970), Adolf Friedrich (Universidade de Mainz), Helmut Straube (Universidade de Munique) e Helmut Petri (Universidade de Colônia), Hertha von Dechend (Universidade de Frankfurt) bem como o consultor da Organização das Nações Unidas Heinrich Wieschhoff. Com Jensen estudaram  Adolf Friedrich (que também foi aluno de Frobenius), Horst Nachtigall (Universidade de Marburgo), Wolfgang Rudolph (Universidade Livre de Berlim) e Eike Haberland (Universidade de Frankfurt).

## Honrarias

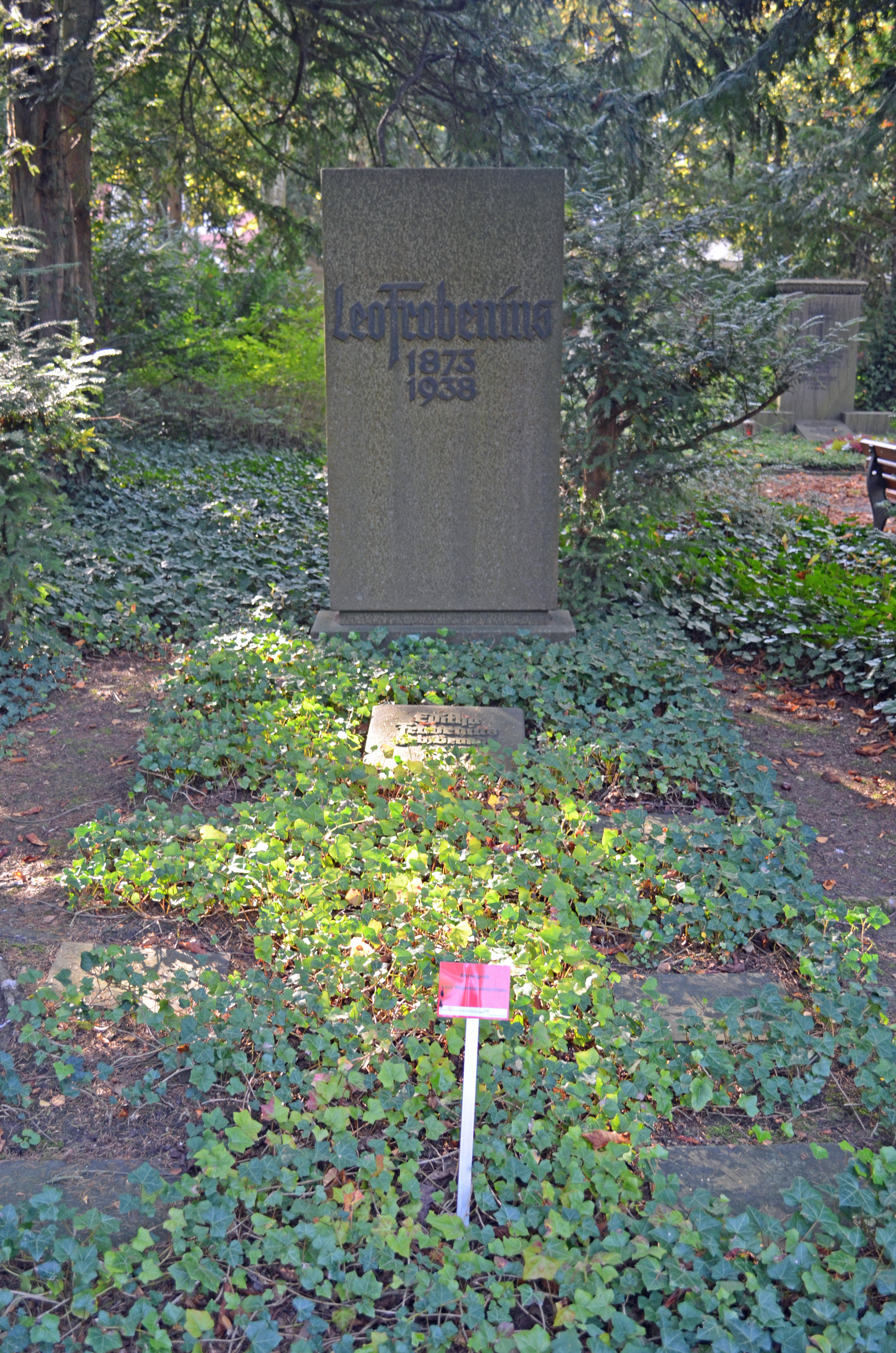
Sepultura no Cemitério de Frankfurt am Main

Sua sepultura no Cemitério de Frankfurt am Main é uma Ehrengrab da cidade.
Recebeu da Firma Ernst Leitz de Wetzlar em 1932 a Leica Camera número 100 000.

## Obras
- Aus den Flegeljahren der Menschheit. Bilder des Lebens, Treibens und Denkens der Wilden. Gebrüder Jänecke, Hanôver 1901.
- Das Zeitalter des Sonnengottes. Georg Reimer, Berlin 1904.
- Im Schatten des Kongostaates: Bericht über den Verlauf der ersten Reisen der DIAFE von 1904–1906, über deren Forschungen und Beobachtungen auf geographischen und kolonialwirtschaftlichem Gebiet. Berlim 1907.
- Und Afrika sprach. Berlim 1912 (engl. Übersetzung: The Voice of Africa, London 1913)
- Der Völkerzirkus unserer Feinde. Eckart-Verlag, Berlim 1917.
- Paideuma. Umrisse einer Kultur- und Seelenlehre. Munique 1921.
- Atlantis – Volksmärchen und Volksdichtungen Afrikas. Veröffentlichungen des Instituts für Kulturmorphologie. Herausgegeben von Leo Frobenius. 12 Bände. Jena: Diederichs 1921–1928
  - Volume 1:  Volksmärchen der Kabylen, Volume 1: Weisheit (1921)
  - Volume 2:  Volksmärchen der Kabylen, Volume 2: Das Ungeheuerliche (1922)
  - Volume 3:  Volksmärchen der Kabylen, Volume 3: Das Fabelhafte (1921)
  - Volume 4:  Märchen aus Kordofan (1923)
  - Volume 5:  Dichten und Denken im Sudan (1925)
  - Volume 6:  Spielmannsgeschichten der Sahel (1921)
  - Volume 7:  Dämonen des Sudan: allerhand religiöse Verdichtungen (1924)
  - Volume 8:  Erzählungen aus dem West-Sudan (1922)
  - Volume 9:  Volkserzählungen und Volksdichtungen aus dem Zentral-Sudan (1924)
  - Volume 10: Die atlantische Götterlehre (1926)
  - Volume 11: Volksdichtungen aus Oberguinea, Volume 1 / Fabuleien dreier Völker (1924)
  - Volume 12: Dichtkunst der Kassaiden (1928)
- Kulturgeschichte Afrikas, Prolegomena zu einer historischen Gestaltlehre. Phaidon Verlag, Zürich 1933 (Reimpresso: Peter Hammer Verlag, Wuppertal 1998)
- Ursprung der afrikanischen Kulturen. Berlim 1898.
- Vom Kulturreich des Festlandes (Dokumente zur Kulturphysiognomik), Berlim 1923.
- Der Kopf als Schicksal. Wolff, München 1924.
- Erythräa. Länder und Zeiten des heiligen Königsmordes, Atlantis-Verlag, Berlim / Zürich 1931.
- Vom Schreibtisch zum Aquator. Hrsg. Ute Luig, Frankfurt 1982 (eine kommentierte Anthologie mit Literaturverzeichnis).
- "Denkformen vergangener Menschheit." Scientia, Vol. 64, Milão 1938